# Bukovje pri Slivnici
Bukovje pri Slivnici (phát âm [ˈbuːkɔu̯jɛ pɾi ˈsliːu̯nitsi]) là một ngôi làng trong khu đô thị Šentjur, miền đông Slovenia. Khu định cư, cũng như toàn bộ đô thị này, được bao gồm trong vùng thống kê Savinja, mà nó nằm trong phân vùng Slovenia của Công quốc lịch sử Styria.

## Tên gọi
Tên gọi của khu định cư từng được thay đổi từ Bukovje thành Bukovje pri Slivnici vào năm 1953.

## Nhà thờ
Nhà thờ địa phương được dâng hiến cho Thánh Nicôla và thuộc về giáo xứ Slivnica pri Celju. Nó có niên đại vào cuối thế kỷ thứ 17.